# Juan Pablo Olyslager Muñoz
Juan Pablo Olyslager Muñoz (Guatemala, 16 de agosto de 1975) es un actor y productor ejecutivo de películas de la industria cultural de Centroamérica y Estados Unidos. Ha actuado en cintas de ciencia ficción como El Xendra (2012), estrenada en las salas de cine de Honduras y Costa Rica y actuado y producido como en V.I.P. La otra casa con un reparto de presos que retratan de manera más convincente la realidad en las prisiones de Guatemala.

## Biografía
Nació en la ciudad de Guatemala. Comenzó su incursión en actuación a temprana edad en comerciales, obras de teatro como 12 Angry Men, Bien de Familia o Cuarto Poder.
Se formó como actor en la escuela de Herberth Meneses y Ana María Bravo. Se mudó a Estados Unidos para estudiar Finanzas en Florida State University. También realizó un curso intensivo en St. Martin’s College of Art. Estudió en Cuba con Miriam Lezcano y en Los Ángeles con Kimberly Jentzen. De regreso a Guatemala participó en varias producciones regionales y estadounidenses.
En 2017 comenzó a trabajar con Jayro Bustamante para protagonizar Temblores. Con Bustamante y Tatiana Palomo recibió la formación del método Stanislavski, y ese mismo año también participó en la película Septiembre, un llanto en silencio de Keneth Müller.
En el 2019 participó en otra película de Bustamante en donde interpretó el papel de Letona en la película de La Llorona, que fue estrenada en el Festival de Venecia. Ese mismo año también participó en la película El túnel, el ojo y el muro.

## Filmografía
| Año  | Film                       | Director             | Personaje       |
| ---- | -------------------------- | -------------------- | --------------- |
| 2024 | Rita                       | Jayro Bustamante     | Jefe de policía |
| 2024 | Mistura                    | Ricardo de Montreuil | José Eyzaguirre |
| 2019 | El Cadejo                  | Justin Lerner        | Actor de apoyo  |
| 2019 | La Llorona                 | Jayro Bustamante     | Actor de apoyo  |
| 2019 | El Túnel, El Ojo y el Muro | Javi del Cid         | Actor de apoyo  |
| 2019 | Temblores                  | Jayro Bustamante     | Actor Principal |
| 2017 | Septiembre                 | Keneth Müller        | Actor de apoyo  |
| 2016 | El Peletero                | Michael Bendeck      | Actor de apoyo  |
| 2016 | The Killing Hour           | Chole Finch          | Actor de apoyo  |
| 2016 | Welcome to My World        | Rafa Tres            | Actor de apoyo  |
| 2013 | Donde Nace el Sol          | Elías Jiménez        | Actor de apoyo  |
| 2012 | El Xendra                  | Juan C. Fanconi      | Actor Principal |
| 2012 | Dues Ex Machina            | Guiseppe Badalamenti | Actor Principal |
| 2011 | Toque de Queda             | Elías Jimpenez       | Actor Principal |
| 2011 | Snuff Dogs                 | Eduardo Mendoza      | Actor Principal |
| 2010 | La Bodega                  | Ray Figueroa         | Actor Principal |
| 2007 | VIP: La Otra Casa          | Eduardo Mendoza      | Actor Principal |
| 2004 | La Cas de Enfrente         | Elías Jimeénez       | Actor Principal |
| -    | We Could Be Kings          | Ramsel Ruis          | Actor Principal |
| -    | Un Mal Día                 | Pepe Orozco          | Actor Principal |

## Televisión
| Programa     | Cadena Tv   | Presentador/directos |                   |
| ------------ | ----------- | -------------------- | ----------------- |
| Cuarto Poder | Guatevisión | Alejo Crisótomo      | Invitado especial |

## Teatro
| Obra                       | Personaje          |
| -------------------------- | ------------------ |
| 12 Angry Men               | Juror No.8         |
| Bien de Familia            | Guillermos         |
| Our Independence           | Mariano Beltranena |
| Ali Babá y los 40 Ladrones | Hassam             |
| Medea                      | Egeo               |